# ملفنت
ملفنت أو ملبنت أو مولفتا (بالإيطالية: Molfetta)‏ هي مدينة تقع في جنوب إيطاليا، وتحديداً في مقاطعة باري ضمن إقليم بولية، وتبعد عن باري حوالي 25 كم من جهة الشمال الغربي. تبلغ مساحتها حوالي 58.26 كم2. عدد سكانها حسب إحصاء مارس 2008 59,733 نسمة. وتبلغ الكثافة السكانية فيها 1,025.3 كم2. عمدة المدينة الحالي هو أنطونيو آزوليني.

## السكان
في سنة 1861 بلغ عدد السكان 25٬528 نسمة، وتطور العدد ليصل في سنة 2011 لـ 60٬433 نسمة.
يظهر هذا المخطط البياني تطور النمو السكاني لـ ملفنت

## توأمة
لملفنت اتفاقيات توأمة مع كل من:
- غورليتس
- فريمانتل
- City of Fremantle [الإنجليزية]‏ منذ (1984 - )[8]

## أعلام
- أنطونيو بيلو
- جوزيبي سافيريو بولي
- فيتانجيلو سبادافيتشيا
- أنجيلو أماتو